# Gnadenhutten (Ohio)
Gnadenhutten es una villa ubicada en el condado de Tuscarawas en el estado estadounidense de Ohio. En el Censo de 2010 tenía una población de 1288 habitantes y una densidad poblacional de 514,8 personas por km².

## Historía

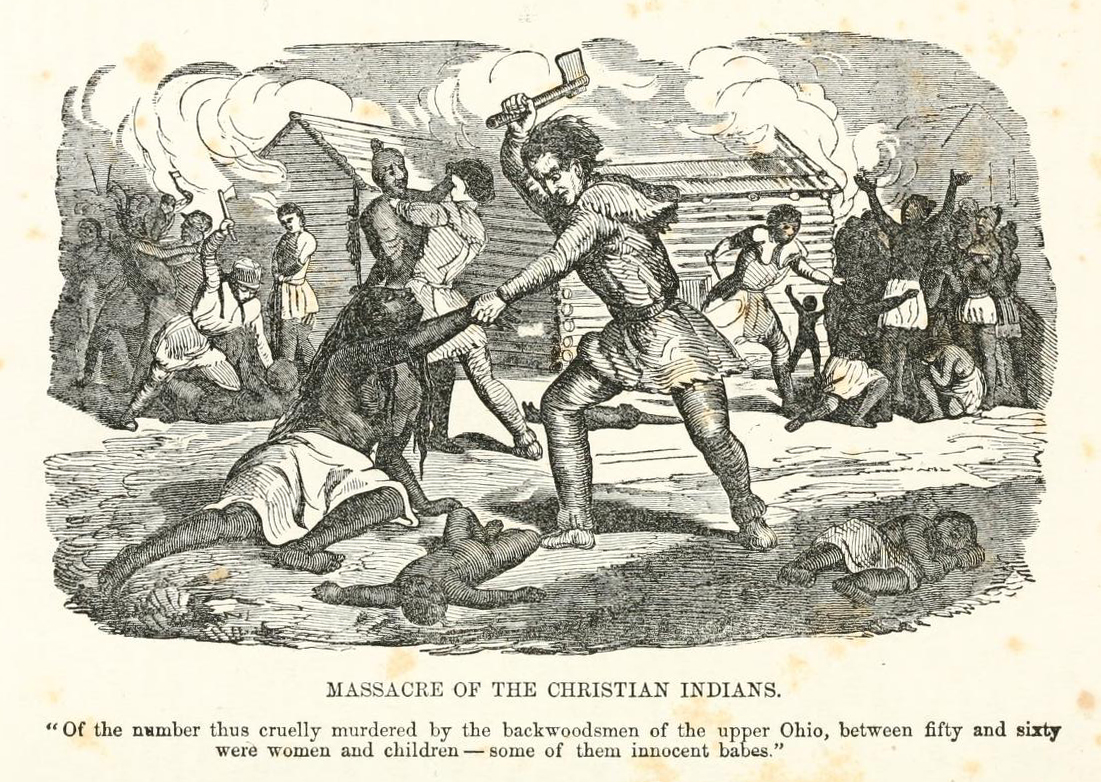
La matanza de Gnadenhutten en 1782.

## Geografía
Gnadenhutten se encuentra ubicada en las coordenadas 40°21′34″N 81°25′33″O / 40.35944, -81.42583. Según la Oficina del Censo de los Estados Unidos, Gnadenhutten tiene una superficie total de 2.5 km², de la cual 2.5 km² corresponden a tierra firme y (0%) 0 km² es agua.

## Demografía
Según el censo de 2010, había 1288 personas residiendo en Gnadenhutten. La densidad de población era de 514,8 hab./km². De los 1288 habitantes, Gnadenhutten estaba compuesto por el 99.07% blancos, el 0% eran afroamericanos, el 0% eran amerindios, el 0% eran asiáticos, el 0% eran isleños del Pacífico, el 0.23% eran de otras razas y el 0.7% pertenecían a dos o más razas. Del total de la población el 0.47% eran hispanos o latinos de cualquier raza.